# Visual Basic for Applications
Visual Basic for Applications (VBA) е макроверсия на Microsoft Visual Basic, която се използва за програмиране на приложения, базирани на Microsoft Windows, и е включена към няколко програми на Microsoft.